# Party 7
Party 7 es una película del año 2000 dirigida por Katsuhito Ishii y distribuida por Tohokushinsha Film. Comedia bizarra  de gánsters y fue estrenada el 27 de septiembre de 2000 en el Festival de Cine de Hamburgo. Además fue proyectada el 15 de octubre del mismo año en el Festival de Cine de Raindance, el 4 de noviembre en el Festival Internacional de Cine de Hawái y el 14 de noviembre en el Festival Internacional de Cine de Estocolmo.

## Sinopsis
La cinta inicia con una  secuencia animada diseñada por Peter Chung y dirigida por Takeshi Koike donde se introducen a los personajes. Miki (Masatoshi Nagase), es un yakusa de poca monta que hastiado de su estilo de vida decide robarle doscientos (200) millones de yenes a su jefe. En su huida, se refugia en un hostal que es administrado por Tom (Yoshio Harada), un joven voyeur. Para satisfacer su conducta, este ha creado una habitación secreta desde donde puede observar a todos sus huéspedes. Uniformado en un ridículo traje asume el alter ego de Capitán Banana  mientras satisface su parafilia. Compartiendo su habitación y actividades se encuentra el geek Okita (Tadanobu Asano); el cual es el hijo del difunto compañero de Tom. Mientras este dúo espiá a Miki, este empieza a recibir visitas no deseadas. Empezando con su novia Kana (Akemi Kobayashi), quien está casada con Todohira (Yoshinori Okada); un hombre rico que no esta dispuesto a pagar la deuda que Kana contrajo con Miki. Pronto llegan al lugar Todohira seguido de Sonoda y su superior. Finalmente y para completar la fiesta llega un psicópata de temperamento inestable.

## Reparto
- Masatoshi Nagase como Miki.
- Keisuke Horibe como Sonoda.
- Akemi Kobayashi como Kana.
- Yoshinori Okada como Todohira.
- Yoshio Harada como Capitán Banana.
- Tadanobu Asano como Okita.
- Tatsuya Gasyuin como Wakagashira.